# El laberinto griego
El laberinto griego és una pel·lícula espanyola dirigida el 1992 per Rafael Alcázar, qui també va escriure el guió junt amb l'escriptor Manuel Vázquez Montalbán, qui debutà com a guionista. No es va poder estrenar fins a gener de 1993, però va ser víctima del certificat de nacionalitat holandesa de la pel·lícula estatunidenca Instint bàsic, que havia cobert quota de pantalla com a pel·lícula comunitària. Fou protagonitzada per Aitana Sánchez-Gijón, Eusebio Poncela i Fernando Guillén Cuervo, i rodada a la ciutat de Barcelona.

## Argument
Una parella de francesos contracta el servei del detectiu Juan Bardón perquè trobi a un grec que va ser ex amant de la dona i que saben que s'ha amagat a Barcelona. El detectiu queda fascinat amb la bellesa de la noia francesa i accepta el cas per a tenir l'ocasió de veure-les més vegades. Això el fa endinsar-se en el món de la nit barcelonina, amb droga i assassinats.

## Repartiment
- Omero Antonutti...	Juan Bardón
- Aitana Sánchez-Gijón... Bernadette
- Eusebio Poncela	...	Jacques
- Terele Pávez...	Esposa de Dotrós
- Fernando Guillén Cuervo... Bardón fill
- Carlos Lucena	... Comissari
- Magüi Mira...	Luz
- Francisco Merino...	Dotrós
- Penélope Cruz...	Elisa

## Nominacions
Fou estrenada al Festival Internacional de Cinema de Mont-real el setembre de 1992. Rafael Alcázar i Manuel Vázquez Montalbán foren candidats al Goya al millor guió adaptat.